# Оркестри народних інструментів
Оркестри народних інструментів — ансамблі, що складаються з народних музичних інструментів у їх справжньому чи реконструйованому вигляді. Найпоширеніше застосування терміна стосовно радянської традиції великих музичних колективів.

## Історичний огляд
Оркестри народних інструментів бувають однорідними або змішаними за складом інструментів. Принцип організації особливості музичної культури даного народу. У оркестрах народів, які не знають багатоголосся, виконання гетерофонною: кожен голос відтворює одну і ту ж мелодію, причому учасники можуть її варіювати. Ансамблі бурдонного типу виконують мелодію і супровід (точніше фон): витримані ноти, остинатні фігури; такий ансамбль може бути і чисто ритмічним. Оркестри народів, музика яких брало заснована на гармонічному принципі, виконують мелодію і акомпанемент.
Невеликі ансамблі були поширені у багатьох народів з давніх часів, будучи носіями народної інструментальної культури. Вони займали велике місце в побуті (грали на святах, весіллях тощо). В інструментальних ансамблях ранніх ступенів розвитку суспільства музика, ще не виділилася в самостійне мистецтво, пов'язана зі словом, співом, танцем, дією. Наприклад, бразильські індіанці в мисливському танці під звуки дерев'яних труб, дудок і барабанів зображують кабанів і мисливців (подібні дійства відомі у багатьох народів). У музиці, що виконується африканцями (Гвінея), народами Індії, В'єтнаму та іншими, іноді виділяється мелодія і фон (нерідко ритмічний). Специфічні форми багатоголосся характерні для ансамблю флейт Пана — Гамелана.
У багатьох народів склалися традиційні склади інструментальних ансамблів: в Україні — троїсті музики (скрипка, басоля, цимбали або бубон; іноді скрипка і бас); в Росії — ансамблі ріжечників та виконавців на кувіклах (Кувічка); в Білорусі — ансамблі з скрипки, цимбалів, бубна або зі скрипки, цимбалів, балалайці чи дуди; в Молдові — тараф (кларнет, скрипка, цимбали, барабан); в Узбекистані і Таджикистані — машокля (сурнай, краю, нагора); в Закавказзі і на Північному Кавказі серед стійких інструментальних ансамблів — дудукчі (дует дудук), зурначі (дует зурни, до яких часто додають долі), сазандарі (тар, кема-ча, даф, а також інші склади); у Литві — ансамблі скудучяй і рагасів, в Латвії — стабуле і суомі дуди, в Естонії — сільські капели (напр. Каннель, скрипка, гармоніка).
На Русі ансамблі народних інструментів відомі з 12 століття. Їх склад був змішаним (сопіли, бубни, гуслі; гудок, гуслі) або однорідним (хори гуселициків, гудошників та ін.) У 1870 М. В. Кондратьєв організував хор володимирських ріжечників, в 1886 Н. І. Бєлобородов — оркестр хроматичних гармонік, в 1887 В. В. Андрєєв — «Гурток любителів гри на балалайках» (ансамбль з 8 музикантів), в 1896 перетворений у Великоруський оркестр. Ці колективи виступали по містах Росії і за кордоном. За прикладом оркестру Андрєєва стали виникати аматорські оркестри народних інструментів. У 1902 Гнат Хоткевич, приєднавши до ансамблю троїстих музик бандуристів і лірників, створив перший український оркестр народних інструментів. У Литві в 1906 році був створений ансамбль старовинних канклес. У грузинському фольклорі, де провідну роль відіграють вокальні жанри, інструментальні ансамблі супроводжують танці, спів. У 1888 був організований перший грузинський народний оркестр. У Вірменії ансамблі народних інструментів існували ще до н. е. В кінці 19 століття здобув популярність ансамбль ашуга Джівані.

## Радянська традиція
В радянські часи оркестри народних інструментів розвивалися в руслі «організованого» аматорства. Народні інструменти зазнавали реконструкції, що спрямовувалась, як вважалося, на збагачення їх виразових і технічних можливостей. Оркестри здебільшого розглядались як творіння нової революційно-пролетарської формації, як альтернатива до салонної, розважальної музики, а, почасти, і до класики. Альтернативним шляхом розвивався Перший оркестр українських народних інструментів, створений у 1922 році в Харкові, однак в 1938 році після арешту багатьох учасників, цей оркестр перестав існувати.
Починаючи з 1940-х років оркестри народних інструментів починають включати й інструменти симфонічного оркестру (скрипки, кларнети). Формування народних оркестрів стає на професійну основу, важливу роль у розвитку та академізації жанру відіграла організація класів гри на народних інструментах у музичних вишах, в тому числі у Ленінградській, Київській, Ризькій, Бакинській, Ташкентській та інших консерваторіях. Оркестри народних інструментів створюються при філармоніях та музичних навчальних закладах. Серед найвідоміших колективів — Російський народний оркестр ім. Н. П. Осипова (Москва, з 1940), Російський народний оркестр ім. В. В. Андрєєва, Казахський оркестр народних інструментів ім. Курмангази (1934), Узбецький оркестр народних інструментів (1938), Народний оркестр УРСР (1938), оркестр молдовських народних інструментів (1949, з 1957 «Флуєраш»).
В Україні 1959 року було створено Оркестр народних інструментів Українського радіо, а в 1969 році був організований Оркестр українських народних інструментів Музично-хорового товариства УРСР. Репертуар подібних оркестрів складають обробки народної музики, оригінальні твори радянських композиторів, перекладення класичних творів вітчизняних та зарубіжних композиторів, супроводи пісень народів СРСР тощо.
Різновидом оркестрів народних інструментів стали ансамблі пісні і пляски, серед яких — Гуцульський ансамбль пісні і танцю (створений 1939), Ансамбль пісні і пляски Радянської Армії ім. А. В. Александрова.